# 8403 Minorushimizu
8403 Minorushimizu (1994 JG) là một tiểu hành tinh vành đai chính được phát hiện ngày 6 tháng 5 năm 1994 bởi T. Kobayashi ở Oizumi.